# Desastres em 1959
Nesta página encontrará referências aos desastres ocorridos durante o ano de 1959.

## Fevereiro
- 3 de fevereiro - Um pequeno avião, caiu próximo a Clear Lake, Iowa, morrendo além do piloto, três músicos dos Estados Unidos. Este acidente ficou conhecido por "The Day the Music Died"[1]